# Myrsine tahuatensis
Myrsine tahuatensis là một loài thực vật thuộc họ Myrsinaceae. Đây là loài đặc hữu của Polynésie thuộc Pháp.